# Kap Vik
Kap Vik ist ein Kap an der Südküste von Coronation Island im Archipel der Südlichen Orkneyinseln. Es liegt an der Westseite der Einfahrt zur Marshall Bay.
Der Name des Kaps ist auf Kartenmaterial aus den 1920er Jahren des norwegischen Walfängerkapitäns Petter Sørlle (1884–1933) enthalten, der zwischen 1912 und 1913 Vermessungen der Südlichen Orkneyinseln vornahm. „Vik“ ist die norwegische Bezeichnung für eine Bucht.